# Альперин, Михаил Ефимович
Михаи́л Ефи́мович Альпе́рин (Миша Альперин, Misha Alperin; 7 ноября 1956, Каменец-Подольский, Украинская ССР — 11 мая 2018, Осло, Норвегия) — советский и норвежский джазовый пианист, композитор, бэнд-лидер.

## Биография
Родился 7 ноября 1956 года в Каменце-Подольском в семье журналиста Ефима Иосифовича и музыкального педагога Сары Савельевны Альпериных. Учился в Каменец-Подольской средней общеобразовательной школе № 8. После окончания музыкальной школы в Каменец-Подольском в 1971 году поступил в Хмельницкое музыкальное училище, затем переехал в Бельцы, где продолжил обучение в музыкальном училище по классу фортепиано (окончил в 1976 году). Начал музыкальную карьеру в 1977 году в ВИА «Букурия» под руководством Александра Бирюкова (солистка — Мария Кодряну) при Кишинёвской госфилармонии. С 1980 года играл в кишинёвском ансамбле «Кварта», организованном Симоном Ширманом — первом джазовом квартете в Молдавской ССР. Музыкальный стиль квартета сочетал джаз с молдавскими народными мелодиями (этно-джаз).
В 1983—1984 годах играл в ансамбле «Арсенал» Алексея Козлова; в 1984—1985 годах — в дуэте с саксофонистом Симоном Ширманом, затем — «Moscow Art Trio» в составе Михаила Альперина (фортепиано), Аркадия Шилклопера (валторна) и Сергея Старостина (вокал).
С 1991 года до самой смерти жил и работал в Осло, Норвегия. Более двадцати лет преподавал искусство импровизации в Норвежской музыкальной академии. Определял своё основное направление в композиции как «воображаемый фольклор». Принимал участие в различных международных джаз-фестивалях — в Германии, Бельгии, США, России, в том числе в Москве (Международный фестиваль «Богема-Джаз»). Использовал в своей музыкальной деятельности молдавские и другие фольклорные мотивы. С 1990 года связан с лейблом ECM Records. Альперин сочинял произведения для детского хора и камерного оркестра , джазовый балет и концерт для флюгельгорна, фортепиано и оркестра.
Умер 11 мая 2018 года в Осло.

## Дискография
- 1987 — Автопортрет (фирма грамзаписи «Мелодия»)
- 1990 — Wave of Sorrow, M. Alperin & A. Shilkloper (ECM-records)
- 1990 — Mad man from the moon, Misha Alperin/Keshavan Maslak (Soundings World Jazz, USA)
- 1991/1996 — Prayer, M. Alperin with Moscow Art Trio and Russian Folk Choir, Tuva Ensemble (Boheme records, Russia, and JARO-records)
- 1992—1998 — Live in Grenoble, M. Alperin/A. Shilkloper (Boheme-records, Russia)
- 1993 — Blue Fiords, M. Alperin solo piano (Boheme-records, Russia)
- 1995 — Folk Dreams, Mikhail Alperin with Moscow Art Trio and Russian Folk Choir (JARO-records)
- 1996 — Hamburg Concert, live in Hamburg, Mikhail Alperin’s Moscow Art Trio (NDR-studio, JARO-records)
- 1996 — Fly, fly my sadness, Bulgarian Voices Angelite, Huun-Huur-Tu, Moscow Art Trio (JARO-records and Shanachie-records-USA)
- 1997 — North Story, Misha Alperin with Brunborg, Christensen, Shilkloper (Gewelt, ECM-records)
- 1998 — Music, Moscow Art Trio with H. K. Kjos Sørensen-percussion (JARO-records)
- 1998 — Mountain Tale, Bulgarian Voices Angelite, Moscow Art Trio with Huun-Huur-Tu (JARO-records)
- 1999 — First Impression, Misha Alperin with J. Surman (Christensen-dr, Shilkloper-h, Gewelt-b)
- 1999 — Live in KarlsruheMoscow Art Trio (Boheme-records, Russia)
- 2000 — Portrait, Mikhail Alperin (Jaro-records)
- 2001 — At Home, Misha Alperin solo piano (ECM-records)
- 2001 — Once Upon A Time, Misha Alperin’s Moscow Art Trio with Eli Kristin Hagen
- 2002 — Night, Misha Alperin with Anja Lechner-cello and H. K. Kjos Sørensen-perc (Live in Norway, ECM-records)
- 2004 — Double Dream, Mikhail Rudy and Misha Alperin (2 pianos)Improvisations on Shumann, Debussy, Prokofiev, Bach, Janachek, Skrjabin, Alperin (EMI Classic)
- 2006 — Instead of making children, Misha Alperins Moscow Art trio (Jaro-records)
- 2007 — Moscow Art Trio in concert, live DVD from Poland (Jaro-records)
- 2008 — Her first dance. Music for cello, horn, piano (ECM-records)
- 2008 — Village Variations music for an imaginary ballet in 6 scenes, Moscow Art trio, Norwegian Chamber Orchestra and percussion (JARO-records)
- 2015 — Prayers and Meditations. Mikhail Alperin with Oslo Chamber choir, Bulgarian Vocal Family and Sergey Starostin with Evelina Petrova-Alperin (JARO-records)
- 2016 — Mirrors. Oslo Art trio (Leo Records)